# Francesco II di Lorena
Francesco II di Lorena (Palazzo Ducale di Nancy, 27 febbraio 1572 – Badonviller, 14 ottobre 1632) fu duca di Lorena per pochi mesi nel 1624.

## Biografia

### Infanzia
Era figlio del duca Carlo III di Lorena e della principessa francese Claudia di Valois, figlia a sua volta di Enrico II di Francia e Caterina de Medici.

### Giovinezza
Nel 1594 suo padre lo nominò vicetenente generale di Lorena mentre era fuori dal paese.
Nello stesso anno è stato Luogotenente Generale del re di Francia a Toul e Verdun. Da settembre a ottobre 1606 venne mandato in missione diplomatica dal padre in Inghilterra.

### Matrimonio

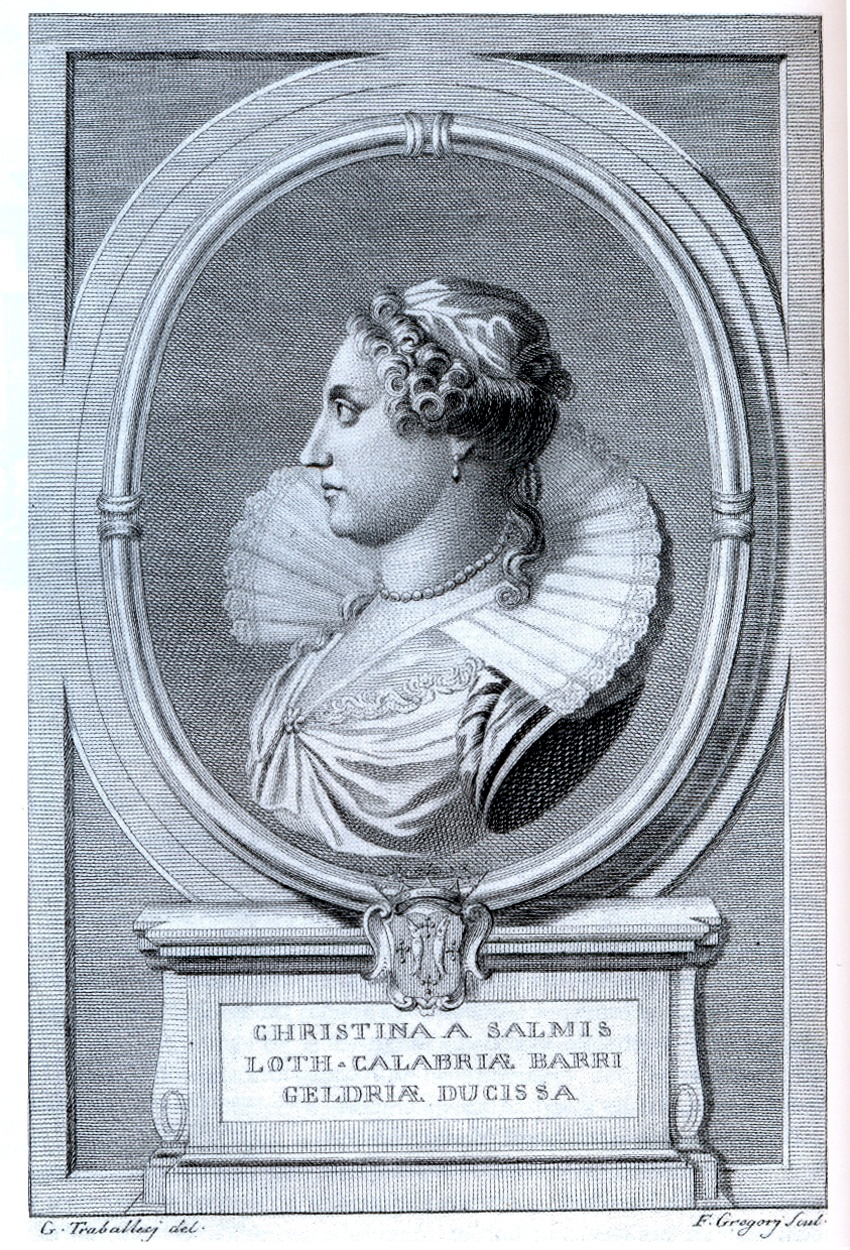
Incisione raffigurante la moglie, Cristina di Salm.

Sposò nel 1597 Cristina di Salm dalla quale ebbe sei figli

### Ascesa
Nel 1608 suo padre morì e lasciò il ducato al primogenito Enrico.
Nel 1621 Francesco ruppe i rapporti con il fratello maggiore Enrico I di Lorena e andò in Germania combattere i protestanti accanto all'imperatore.
La rottura fu causata dalla decisione di Enrico di far sposare sua figlia Nicoletta a Carlo, figlio di Francesco. Enrico e sua moglie Margherita Gonzaga avevano avuto infatti soltanto due figlie femmine mentre la volontà testamentaria di Renato II di Lorena indicava la successione del ducato soltanto per linea maschile.
Dopo la morte di Enrico II avvenuta il 31 luglio 1624, la situazione si complicò; Enrico aveva dichiarato per testamento che suo erede fosse Nicoletta e il marito Carlo soltanto duca consorte di Lorena, tradendo così le disposizioni di Renato II.

### Abdicazione e morte
La situazione venne risolta nel novembre del 1625 quando venne fatto duca di Lorena Francesco.
Dopo aver estinto il debito del Tesoro, abdicò a favore di suo figlio Carlo, che acquistò il titolo di duca di Lorena mentre sua moglie quello di duchessa consorte.
Dopo la sua abdicazione, Francesco II assunse la gestione della contea di Vaudemont. Morì meno di un anno dopo.

## Discendenza
Francesco e Cristina di Salm ebbero sei figli:
1. Enrico di Lorena, Marchese di Hattonchâtel (1602–1611) morì giovane;
2. Carlo di Lorena, Duca di Lorena (1604–1675) sposò Nicoletta di Lorena, senza figli; sposò Béatrice de Cusance ed ebbe figli;
3. Enrichetta (1605–1660), sposò Luigi di Lorraine, Principe di Lexin, figlio di Luigi II, Cardinale di Guisa, senza figli;
4. Nicola di Lorena, Duca di Lorena (1609–1670) sposò Claudia di Lorena ed ebbe figli;
5. Margherita di Lorena (1615–1672), sposò Gastone di Francia, Duca d'Orléans ed ebbe figli;
6. Cristina di Lorena (1621–1622) morì nell'infanzia.

## Ascendenza
|                        |                        |                                 | Genitori                           |  |  | Nonni |  |  | Bisnonni          |  |  | Trisnonni           |  |
|                        |                        |                                 |                                    |  |  |       |  |  | Antonio di Lorena |  |  | Renato II di Lorena |  |
|                        |                        |                                 |                                    |  |  |       |  |  | Antonio di Lorena |  |  | Renato II di Lorena |  |
|                        |                        | Filippina di Gheldria           |                                    |  |  |       |  |  | Antonio di Lorena |  |  |                     |  |
| Francesco I di Lorena  |                        |                                 |                                    |  |  |       |  |  | Antonio di Lorena |  |  |                     |  |
|                        |                        | Renata di Borbone-Montpensier   | Gilberto di Borbone-Montpensier    |  |  |       |  |  |                   |  |  |                     |  |
|                        |                        | Renata di Borbone-Montpensier   | Gilberto di Borbone-Montpensier    |  |  |       |  |  |                   |  |  |                     |  |
|                        |                        | Renata di Borbone-Montpensier   | Chiara Gonzaga                     |  |  |       |  |  |                   |  |  |                     |  |
| Carlo III di Lorena    |                        | Renata di Borbone-Montpensier   |                                    |  |  |       |  |  |                   |  |  |                     |  |
|                        |                        | Cristiano II di Danimarca       | Giovanni di Danimarca              |  |  |       |  |  |                   |  |  |                     |  |
|                        |                        | Cristiano II di Danimarca       | Giovanni di Danimarca              |  |  |       |  |  |                   |  |  |                     |  |
|                        |                        | Cristiano II di Danimarca       | Cristina di Sassonia               |  |  |       |  |  |                   |  |  |                     |  |
| Cristina di Oldenburg  |                        | Cristiano II di Danimarca       |                                    |  |  |       |  |  |                   |  |  |                     |  |
|                        |                        | Isabella d'Asburgo              | Filippo I di Castiglia             |  |  |       |  |  |                   |  |  |                     |  |
|                        |                        | Isabella d'Asburgo              | Filippo I di Castiglia             |  |  |       |  |  |                   |  |  |                     |  |
|                        |                        | Isabella d'Asburgo              | Giovanna di Aragona e Castiglia    |  |  |       |  |  |                   |  |  |                     |  |
| Francesco II di Lorena |                        | Isabella d'Asburgo              |                                    |  |  |       |  |  |                   |  |  |                     |  |
|                        | Francesco I di Francia | Carlo di Valois-Angoulême       |                                    |  |  |       |  |  |                   |  |  |                     |  |
|                        | Francesco I di Francia | Carlo di Valois-Angoulême       |                                    |  |  |       |  |  |                   |  |  |                     |  |
|                        | Francesco I di Francia | Luisa di Savoia                 |                                    |  |  |       |  |  |                   |  |  |                     |  |
| Enrico II di Francia   | Francesco I di Francia |                                 |                                    |  |  |       |  |  |                   |  |  |                     |  |
|                        |                        | Claudia di Francia              | Luigi XII di Francia               |  |  |       |  |  |                   |  |  |                     |  |
|                        |                        | Claudia di Francia              | Luigi XII di Francia               |  |  |       |  |  |                   |  |  |                     |  |
|                        |                        | Claudia di Francia              | Anna di Bretagna                   |  |  |       |  |  |                   |  |  |                     |  |
| Claudia di Valois      |                        | Claudia di Francia              |                                    |  |  |       |  |  |                   |  |  |                     |  |
|                        |                        | Lorenzo II de' Medici           | Piero II de'Medici                 |  |  |       |  |  |                   |  |  |                     |  |
|                        |                        | Lorenzo II de' Medici           | Piero II de'Medici                 |  |  |       |  |  |                   |  |  |                     |  |
|                        |                        | Lorenzo II de' Medici           | Alfonsina Orsini                   |  |  |       |  |  |                   |  |  |                     |  |
| Caterina de' Medici    |                        | Lorenzo II de' Medici           |                                    |  |  |       |  |  |                   |  |  |                     |  |
|                        |                        | Madeleine de la Tour d'Auvergne | Giovanni III de La Tour d'Auvergne |  |  |       |  |  |                   |  |  |                     |  |
|                        |                        | Madeleine de la Tour d'Auvergne | Giovanni III de La Tour d'Auvergne |  |  |       |  |  |                   |  |  |                     |  |
|                        |                        | Madeleine de la Tour d'Auvergne | Giovanna di Borbone-Vendôme        |  |  |       |  |  |                   |  |  |                     |  |
|                        |                        | Madeleine de la Tour d'Auvergne |                                    |  |  |       |  |  |                   |  |  |                     |  |